# Ismeretterjesztő Könyvtár

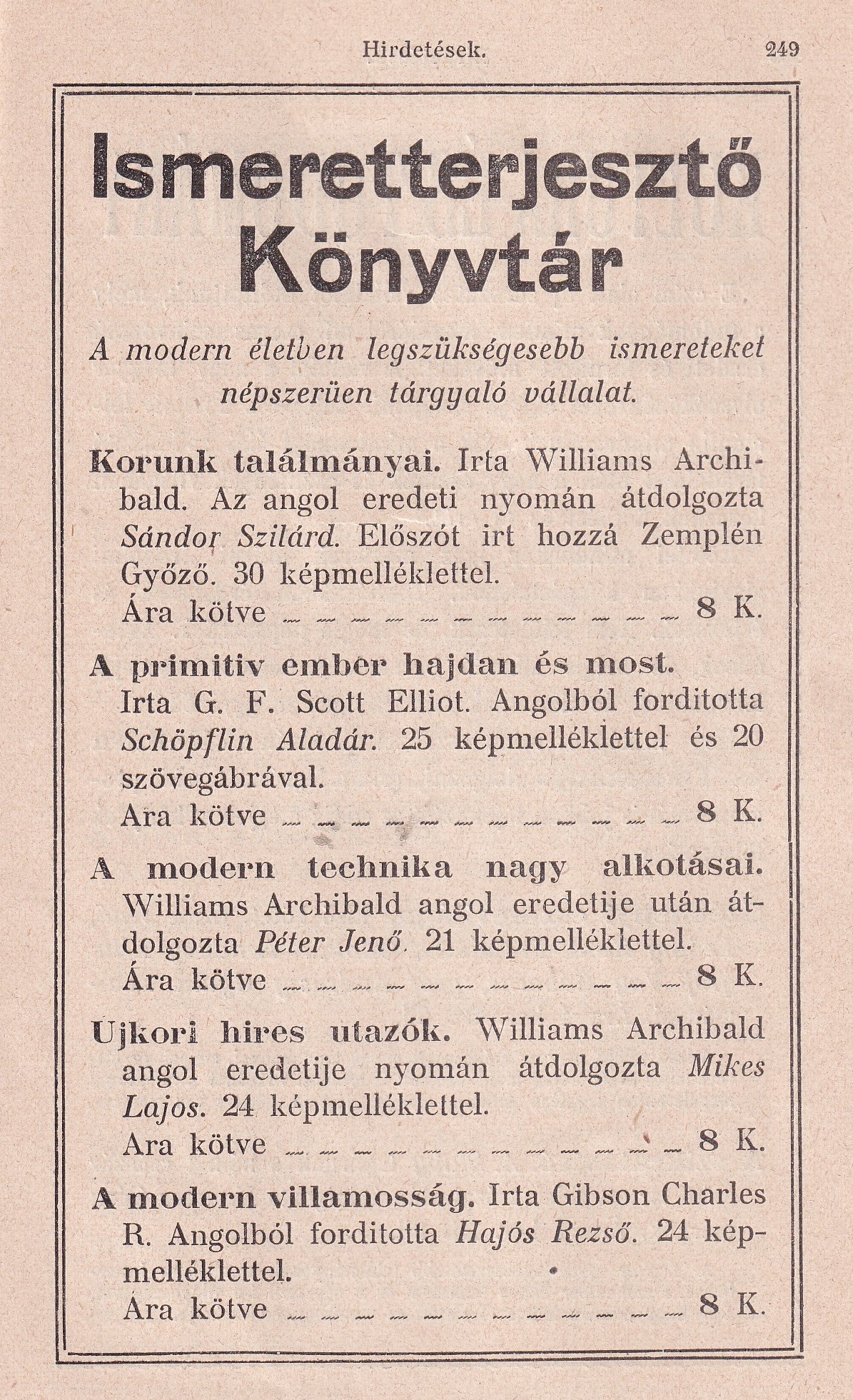
Korabeli hirdetés

Az Ismeretterjesztő könyvtár egy 20. század eleji ismeretterjesztő jellegű magyar könyvsorozat volt, amely a következő köteteket tartalmazta:
- [1] Williams Archibald: A modern technika nagy alkotásai. Angol eredetije után átdolg.: Péter Jenő. 1912. 355 l.
- [2] Williams Archibald: Újkori híres utazók. Különös szokások, nagy utazók borzalmas kalandjai és érdekes fölfedezései a világ minden részében. Angol eredetije nyomán átdolg.: Mikes Lajos. 1913. 323 l.
- [3] Williams Archibald: A modern bányászat. E könyvben teljes leírását találjuk mindazon módszereknek, melyek a hasznosítható ásványanyagok bányászatánál világszerte alkalmazásban vannak. Ford.: Réz Géza. 1914. 396 l.
- [4] Gibson R. Charles: A modern villamosság. Népszerű leírása annak, amit ma a villamosságról tudunk, különös tekintettel érdekes gyakorlati alkalmazásaira. Angolból ford.: Hajós Rezső. 1913. 345 l.
- [5] Gibson R. Charles: A modern gyáripar. Ford.: Balázs Pál. 1919. 292 l.
- [6] Grew E. S.: A modern geológia. A föld keletkezésének ismertetése könnyen érthető modorban, de tudományos alapon, s a történelemelőtti állatvilág leírása. Ford.: Ballenegger Róbert. 1914. 271 l.
- [7] Philip C. James: A modern kémia. Angolból ford.: Unger Emil. 1916. XV [1] 389 l., 24 t.
- [8] Turner Charles C.: Küzdelem a levegő meghódításáért. A levegőbeli közlekedési eszközök fejlődésének és a velök elért eredményeknek érdekes története. Angolból ford.: Fröchlih Károly. 1914. 428 l.